# Переволочна
Переволочна (на украински: Переволо́чна) е бивша крепост и селище на Жечпосполита и Запорожката войска, по-късно село в Полтавска област. Преди да се създаде Каменския язовир през 60-те години на миналия век, тук също е съществувал речен преход. Селището е било разположено на брега на Днепър, близо до устието на река Ворскла, където бродът е давал възможност на хората лесно да преминават през реката, откъдето идва и името. Преходът Переволочна – Мишурин Рих има ключово значение по време на битката при Днепър през октомври 1943 г.

## История
Переволочна е основана в края на 13 – началото на 14 век от литовския Велик княз Витовт като укрепено селище, за да защитава държавата от набези от изток.
Переволочна се споменава отново през 1640-те години, като притежание на Юрий Немирич, но за което претендира и родът Потоцки. От началото на Хмелницкото въстание, селището принадлежи на Чиринския полк, от 1661 г. – на Кременчушкия, а от средата на 60-те години на 17 век – на Полтавския полк. Искове към Переволочна има и Запорожката Сеч. Ролята на селището се увеличава от средата на 1680-те години като основна крепост по пътя към Крим.
През април 1709 г. руските сили изгарят Переволочна. На 11 юли 1709 г., три дни след като шведската армия е победена в битката при Полтава, останалата част от шведските войски под командването на генерал Адам Лудвиг Левенхаупт се предава в Переволочна на генерала на Руската империя Александър Меншиков. Шведският крал Карл XII, хетманът Иван Мазепа и Кост Хордийенко с 3000 шведи и казаци успяват да преминат реката и да избягат в Молдова, тогавашен васал на Османската империя.
На картите от 1730-те години крепостта Переволочна е показана на река Днепър, северно от украинската укрепена линия.
След загубата на Русия в кампанията на река Прут, крепостта отново се превръща в ключово място на южната граница. Тя също играе голяма роля по време на Руско-турската война от 1735 – 1739 г. През 1760-те години Переволочна губи статута си на град, а през 1785 г. крепостта е разрушена.
От 1802 г. селището е град в окръг Кобеляки, област Полтава. От 1919 г. Переволочна има статут на село.
По време на Втората световна война в края на септември 1943 г. съветската армия нахлува през Днепър край Переволочна.
До построяването от съветското правителство на Днепродзержинското водохранилище (днешния Каменски язовир) в средата на 60-те години на 20 век, селището е част от Кобеляшкия район на Полтавска област на Украйна. На 6 декември 1963 г. населението на Переволочна и Кишенки е преместено в новосъздаденото село Свитлохирске, а останалите под водите на новопостроеното водохранилище селища са изписани от документите.

## Родени
- Иполит Федорович Богданович (1743 – 1803)
- Иван Иванович Мартинов (1771 – 1833)